# Kimura Kokichi
Kimura Kokichi (sinh ngày 12 tháng 7 năm 1961) là một cựu cầu thủ và huấn luyện viên bóng đá người Nhật Bản. Ông từng dẫn dắt Đội tuyển bóng đá quốc gia Lào từ 2012-2014.